# Cratere Kunisada
Kunisada  è un cratere sulla superficie di Mercurio.